# Бланфорд, Генри Фрэнсис
Генри Фрэнсис Бланфорд (англ. Henry Francis Blanford; 3 июня 1834, Лондон — 23 января 1893, Фолкстон, Кент) — британский метеоролог и палеонтолог; брат геолога и зоолога Уильяма Томаса Бланфорда.

## Биография
Генри Фрэнсис Бланфорд родился 3 июня 1834 года в Лондоне.
Сначала Бланфорд возглавлял метеорологическую службу Бенгалии, а с 1874 по 1887 год — всю английскую службу в Британской Индии, где немало сделал для её обустройства.
Его работы по метеорологии были весьма многочисленны и важны. В издаваемых им ежегодно «Reports on the Meteorology of India» не только печатались средние из наблюдений, но обстоятельно обсуждались отклонения каждого года и их причины. Большая правильность метеорологических явлений Индии дала возможность в некоторых случаях делать удачные предсказания погоды на долгий срок. Им, в частности, было замечено  соотношение между падением снега в Гималаях и дождями следующего за тем лета.
Осадкам были посвящены многие работы учёного; наиболее заметная из которых — «The rainfall of India», появилась во втором томе «Indian Meteor. Memoirs».
Доказательство влияния облесения на увеличение количества осадков в центральных провинциях Индии также было приведено Г. Ф. Бланфордом. В том же сборнике он напечатал несколько статей о суточном ходе давления в Индии и о климате Восточного Туркестана.
Бланфорду также принадлежит авторство исследований о продолжительных отклонениях давления и соотношениях между давлением в Индии и России в таких случаях, разъяснения такого явления как бриз, или морских и береговых ветров, и других.
Помимо двух издававшихся им сборников, работы учёного печатались в «Philosophical Transactions R. Soc.» в «Journ. Asiat. Soc.», «Bengal, "Nature» (Лондон) и в «Zeitschr. der Oesterr. Geselisch, f. Meteorologie».
Генри Фрэнсис Бланфорд скончался 23 января 1893 года в Фолкстоне.